# Bălănești (gora)
Bălănești (rumunjski: Dealul Bălănești) je najviša geografska točka u Moldaviji.
Vrh ima nadmorsku visinu od 430 metara (429 m prema nekim izvorima). Smješten je u istoimenoj općini Bălănești i pripada gorju Cornești.
Bălănești se nalazi u zapadnom dijelu Moldavije, u blizini rumunjske granice, oko 60 km zapadno od glavnog grada Moldavije, Kišinjeva. Najveći grad u blizini je Calarasi, 5 kilometara istočno.

## Vanjske poveznice
- IndexMundi map